# Aseptis bultata
Aseptis bultata là một loài bướm đêm trong họ Noctuidae.